# Краматорский городской совет
Краматорский городской совет — одна из административно-территориальных единиц в составе Донецкой области.
В состав совета входит 50 депутатов, в состав поселковых советов — 121 (32 в Красноторском совете, по 30 в Ясногорском и Беленьковском, 29 — в Шабельковском).

## Состав
| Краматорский городской   | Краматорский городской   | 216162 | 355,7 |  |  |
|                          |                          |        |       |  |  |
|                          | г. Краматорск            | 173300 |       |  |  |
| с. Семёновка             | 300                      | 1,11   |       |  |  |
| п. Ашурково              | 0                        | 0,03   |       |  |  |
|                          |                          |        |       |  |  |
| Беленьковский поселковый | Беленьковский поселковый | 9900   | 14,7  |  |  |
|                          | пгт Беленькое            | 9700   | 14,37 |  |  |
| п. Василевская Пустошь   | 200                      | 0,35   |       |  |  |
|                          |                          |        |       |  |  |
| Ясногорский поселковый   | пгт Ясногорка            | 8400   | 10,63 |  |  |
|                          |                          |        |       |  |  |
| Шабельковский поселковый | Шабельковский поселковый | 7800   | 5,7   |  |  |
|                          | пгт Шабельковка          | 4300   | 3,5   |  |  |
| пгт Ясная Поляна         | 2200                     | 1,36   |       |  |  |
| пгт Софиевка             | 900                      | 0,43   |       |  |  |
| пгт Александровка        | 400                      | 0,38   |       |  |  |
|                          |                          |        |       |  |  |
| Красноторский поселковый | Красноторский поселковый | 7700   | 6,6   |  |  |
|                          | пгт Красноторка          | 3100   | 2,765 |  |  |
| пгт Малотарановка        | 3800                     | 2,199  |       |  |  |
| пгт Камышеваха           | 500                      | 1,408  |       |  |  |
| с. Приволье              | 300                      | 0,203  |       |  |  |

Всего: 1 город, 9 пгт (4 поселковых совета), 2 села и 2 посёлка.

## История
7 марта 1923 посёлок Краматоровск стал районным центром Бахмутского (с 21 августа 1923 Артёмовского) округа. В состав района входят сельсоветы: Андреевский, Белянский, Дмитриевский, Золото-Колодезянский, Ивановский, Красноторский, Лидинский, Михайловский, Перво-Марьевский, Петровский, Райский, Семёновский, Сергеевский, Шабельковский и Ясногорский.
1 августа 1925 Донецкая губерния ликвидирована.
1926 год — Краматорская отнесена к категории посёлков городского типа.
15 сентября 1930 окружная система административного деления УССР отменена, Краматорский район подчиняется непосредственно центру.
С 3 февраля 1931 по 11 февраля 1933 в состав Краматорского района (позже горсовета) входили сельсоветы упразднённого в это время Александровского района.
20 июня 1932 — Краматоровка получила статус города центрального подчинения.
2 июля 1932 — Краматорский горсовет включён в состав новосозданной Донецкой области.
4 октября 1933 из подчинения городского совета исключены сельские советы: Золото-Колодезянский и Лидиевский (присоединены к Александровскому району); Михайловский, Дмитриевский, Перво-Марьевский, Сергеевский, Андреевский и Карло-Либкнехтовский (к Славянскому району); Райский и Семёновский (к Константиновскому горсовету); включены в городскую черту Ивановский и Петровский сельские советы; Беленьковский, Ясногорский, Красноторский и Шабельковский сельсоветы преобразованы в поселковые советы.
С 3 июня 1938 Краматорск в составе Сталинской области.
1962 — статус пгт дан населённым пунктам Александровка, Камышеваха, Софиевка и Ясная Поляна.
1965 — построено здание горсовета и горисполкома на площади 1 Мая (позже им. Ленина).
В 2020 в состав громады вошло село Дмитровка.

## Председатели районного, городского совета, городские головы

##### Председатели Совета рабочих и крестьянских депутатов Краматорского заводского района
21 марта (3 апреля) — июнь 1917 г. — Алексей Петрович Красников
июнь — 29 сентября (12 октября) 1917 — Крюков
29 сентября (12 октября) 1917 — апрель 1918 — Николай Иванович Шкадинов
январь — февраль 1919 — Алексей Петрович Красников
21 февраля — 4 июня 1919 — Николай Иванович Шкадинов

##### председатель Краматорского подрайонного исполкома
декабрь 1919 г. — 1921 — Алексей Петрович Красников

##### председатели Краматорского райисполкома Совета рабочих, крестьянских и красноармейских депутатов
11 апреля 1922 г. — 25 ноября 1923 — Георгий Алексеевич Богатырёв
25 ноября 1923—1924 — Иван Иосифович Петренко
5 января 1925 г. — 1926 — Георгий Емельянович Хряпин
1926 г. — 1928 — П. И. Казанков
1929 г. — 1930 — Иван Александрович Рябов
начало 1930 — Голомысов
вторая половина 1930 — Остроушко

##### председатели Краматорского городского совета
1932 — Кленус
11 ноября 1932 г. — 1 октября 1933 — Михаил Иванович Ткаченко
1 октября 1933 г. — 28 марта 1935 — Агронов
28 марта 1935 г. — март 1940 — Николай Иванович Шкадинов

##### бургомистр
1941 — сентябрь 1943 — Владимир Шопен

##### председатели исполкома Краматорского городского совета
сентябрь 1943 — Д. И. Мышко (и. о.)
декабрь 1943 г. — 14 февраля 1946 — Фёдор Селиверстович Седашов
1946—1954 — Иван Ефимович Дрынов
февраль 1955—1965 — Григорий Николаевич Криницкий
1965 — декабрь 1970 — Павел Иванович Мостовой
декабрь 1970 — 17 июля 1974 — Анатолий Яковлевич Гиль
11 сентября 1974 — октябрь 1984 — Евгений Михайлович Евсюков
октябрь 1984 — ноябрь 1988 — Владимир Иванович Логвиненко
1989—1994 — Игорь Александрович Фоменко
1994 г. — август 1996 — Владимир Леонидович Пасека
май 1996 г. — июнь 1997 — Анатолий Михайлович Близнюк
июль 1997 г. — 29 марта 1998 — Виктор Петрович Кривошеев (и. о.)

##### Краматорские городские головы
29 марта 1998 — 26 марта 2006 — Виктор Петрович Кривошеев
26 марта 2006 — 23 мая 2014 — Геннадий Андреевич Костюков
18 ноября 2015 — 15 ноября 2020 — Андрей Викторович Панков
С 16 ноября 2020 — Александр Гончаренко

##### Исполняющие обязанности краматорского городского головы
23 мая 2014 — 1 июля 2014 — Андрей Михайлович Борсук (как председатель городского совета)
1 июля 2014 — 31 июля 2014 — Андрей Викторович Панков
31 июля 2014 — 18 ноября 2015 — Екатерина Александровна Воробьёва (как председатель городского совета)